# Aljoša
Aljoša (ukr. Aльоша, rus. Алёша) je umjetničko ime ukrajinske pop pjevačice Olene Kučer (14. svibnja 1986., Zaporižžja) koja je osvojila prvo mjesto u ukrajinskom natjecanju za nastup na 55. Euroviziji 2010. u Oslu. Aljoša je nastupila s pjesmom „Sweet people“ (Dragi ljudi) posvećenom žrtvama černobilske nesreće. Aljoša je u Ukrajini posebno poznata po pjesmama „Snijeg“ i „Ti ćeš otići“.

### Eurovizija 2023.[1]
Aljoša je nastupia u  polufinalu Eurovizije 2023. Pjevačica je u duetu s Rebeccom Ferguson otpjevala pjesmu Ordinary World britanskog benda Duran Duran.
Tijekom ovog nastupa na Eurosongu pozornica je bila osvijetljena plavo-žutim bojama. I oglasila se sirena u dvorani (zvukovi zračnog alarma).

## Vanjske poveznice
- Sweet people (Official Video) - Alyosha fan group
- Riječi natjecateljske pjesme "Sweet people"
- Mediji o Aljoši (rus.)  Arhivirana inačica izvorne stranice od 24. ožujka 2010. (Wayback Machine)